# Tipula (Microtipula) flavopolita
Tipula (Microtipula) flavopolita is een tweevleugelige uit de familie langpootmuggen (Tipulidae). De soort komt voor in het Neotropisch gebied.